# Nowa Wieś Wielka
Nowa Wieś Wielka (in tedesco Groß Neudorf) è un comune rurale polacco del distretto di Bydgoszcz, nel voivodato della Cuiavia-Pomerania.
Ricopre una superficie di 148,47 km² e nel 2004 contava 7906 abitanti.